# ReBirth
ReBirth — программный синтезатор для Microsoft Windows, Mac OS и iOS компании Propellerhead Software. Эмулирует синтезатор Roland TB-303, а также драм-машины TR-808 и TR-909 (с версии 2.0), все модели можно использовать одновременно.
Первая альфа-версия была выпущена в октябре 1996 года. Разработка программы была прекращена в январе 1999 года, а поддержка настольной версии — в сентябре 2005 года. В 2010 году для iPhone, iPod Touch и iPad вышло платное приложение ReBirth. Версия для первых двух была удалена из App Store в 2013 году. Roland положительно относилась к эмулированию своих продуктов, однако на фоне переиздания TB-303 и TR-909 зявила о нарушении приложением прав интеллектуальной собственности. Propellerhead удалила ReBirth для iPad 15 июня 2017 года.